# Coconinoïta
La coconinoïta és un mineral de la classe dels fosfats. Va ser anomenada en honor del comtat de Coconino, a Arizona, on se situa la seva localitat tipus.

## Característiques
La coconinoïta és un fosfat de fórmula química Fe3+
2Al₂(UO₂)₂(PO₄)₄(SO₄)(OH)₂·20H₂O. Cristal·litza en el sistema monoclínic en grans escatosos amb aparença de llistons, de fins a 20 μm, en agregats microcristal·lins, en crostes.
Segons la classificació de Nickel-Strunz, la coconinoïta pertany a «08.EB: Uranil fosfats i arsenats, amb ràtio UO₂:RO₄ = 1:1» juntament amb els següents minerals: autunita, heinrichita, kahlerita, novačekita-I, saleeïta, torbernita, uranocircita, uranospinita, xiangjiangita, zeunerita, metarauchita, rauchita, bassetita, lehnerita, metaautunita, metasaleeïta, metauranocircita, metauranospinita, metaheinrichita, metakahlerita, metakirchheimerita, metanovačekita, metatorbernita, metazeunerita, przhevalskita, metalodevita, abernathyita, chernikovita, metaankoleïta, natrouranospinita, trögerita, uramfita, uramarsita, threadgoldita, chistyakovaïta, arsenuranospatita, uranospatita, vochtenita, ranunculita, triangulita, furongita i sabugalita.

## Formació i jaciments
La coconinoïta es forma en les zones oxidades pobres en vanadi dels dipòsits d'U-V del tipus altiplà de Colorado. Va ser descoberta a partir de mostres trobades en dos indrets del comtat de Coconino, a Arizona (Estats Units). També ha estat descrita a l'Argentina, Itàlia, Suïssa i l'Uzbekistan.